# Живојин Бумбаширевић
Живојин Бумбаширевић (Крушевац, 26. јул 1920 — Београд, 12. новембар 2008) био је академик САНУ и члан Крунског Савета, а област рада била је ортопедска хирургија и трауматологија. Поред тога био је Витез Великог Крста Ордена Белог Орла и Витез Легије Части.

## Биографија
Проф. др. сц. Живојин Бумбаширевић је докторирао 1975. године на Медицинском факултету у Београду. Био је професор Универзитета у Београду и дугогодишњи директор Клинике за ортопедску хирургију и трауматологију.
Био је члан Одељење медицинских наука: дописни члан од 15.12.1983. године а редовни од 27.10.1994. године.
Био је члан: Academia Medica di Roma од 1990. године и Медицинске академије СЛД од 1971. године.
У САНУ својим чланством дао је допринос раду: Одбора за Речник српско-хрватског књижевног и народног језика; Одбора за праћење развоја медицинске науке у Србији, Одбора за трауматологију у ванредним условима, оснивач и председник, МО одбора за питања Копаоника и МО одбора за језик и терминологију медицине.
Био је почасни члан СИЦОТ-а Удружења ортопеда Француске, Италије, Чехословачке, Немачке и Мађарске. Члан Међународне организације хирурга и „Интернационалног колеџа за хирургију“.

## Награде
Током живота награђен је следећим признањима:
- Медаља Пуркиниана
- Медаља Фреук (Брно Универзитет)
- Медаљом Приоров (ЦИТО Универзитет у Москви)
- Медаљом Римске Медицинске Академије
- Добитник је Седмојулске награде, 1991. године
- Легије части (Ordre National de la legion d' Honneur)
- Ордена рада са златним венцем, 1991. године
- Орден Белог Орла

## Лични живот
Његови синови су академик Владимир Бумбаширевић и Марко Бумбаширевић, лекари и професори Медицинског факултета Универзитета у Београду.